# Кошов
Кошов (болг. Кошов) — село в Болгарии. Находится в Русенской области, входит в общину Иваново. Население составляет 340 человек.
Во время русско-турецкой войны 1877—1878 гг. здесь происходили ожесточенные бои между солдатами Рущукского отряда и войском Сулеймана-паши.

## Политическая ситуация
В местном кметстве Кошов, в состав которого входит Кошов, должность кмета (старосты) исполняет Димитр Петров Пенчев (независимый) по результатам выборов правления кметства.
Кмет (мэр) общины Иваново — Данка Йорданова Матеева (коалиция партий: Земледельческий народный союз (ЗНС), Болгарская социал-демократия (БСД)) по результатам выборов.